# Ezüst hárs

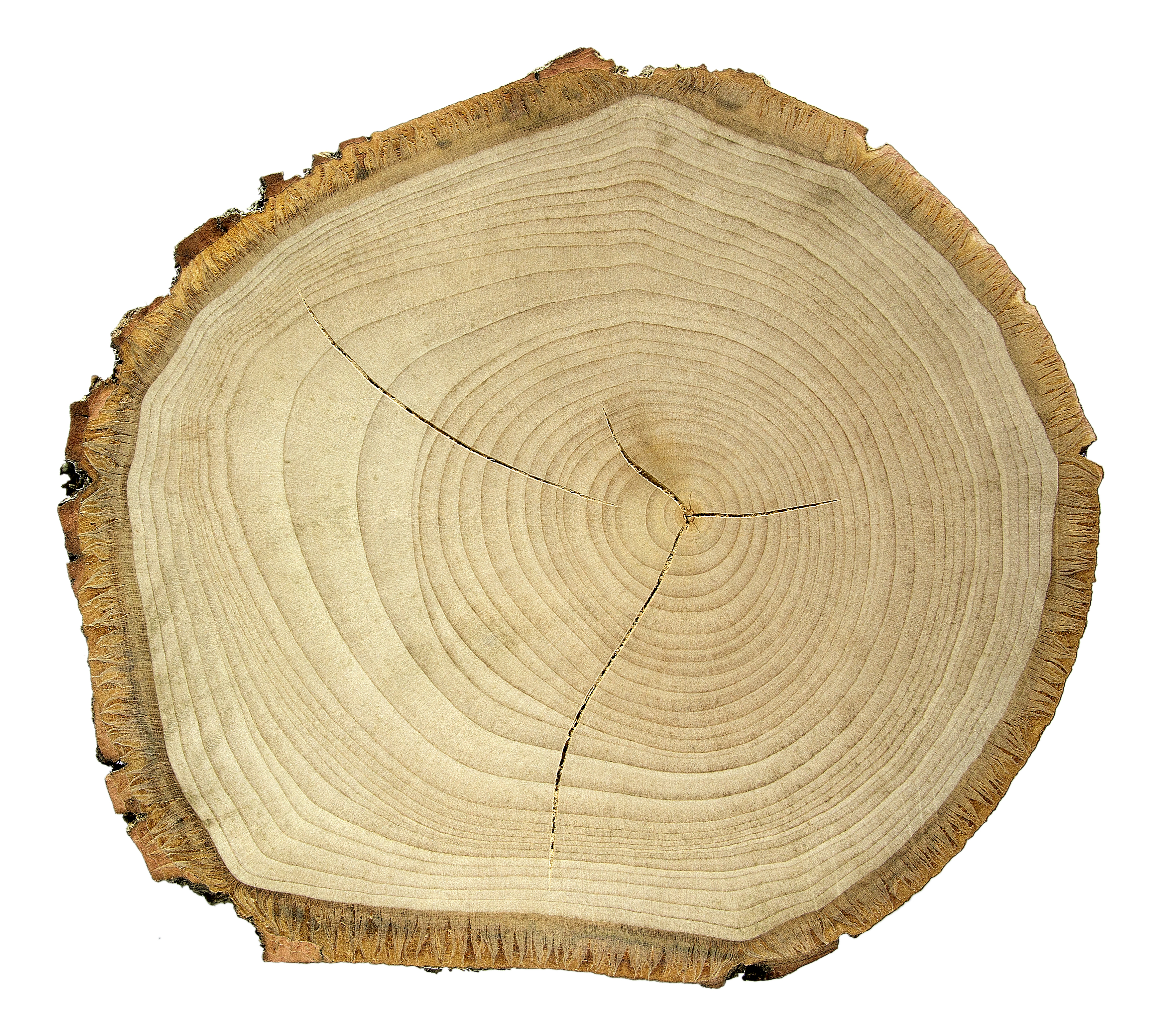
Tilia tomentosa

Az ezüst hárs (Tilia tomentosa, Tilia argentea) a mályvafélék (Malvaceae) családjába tartozó hárs nemzetség egyik, a Kárpát-medencében is honos faja.

## Elterjedése, élőhelye
Délkelet-Európából és Kis-Ázsiából származik. A Balkán jellegzetes növénye, ami a Kárpát-medencében éri el elterjedési területének északi határát. Magyarországon főleg a városokban láthatjuk, mert jól tűri a szárazságot, és ezért szívesen telepítik díszfának.

## Megjelenése
Magas termetű (25–30 m), szabályos alakú fa. Koronája fiatalon kúp alakú. A törzse egyenes, a kérge sima, zöldesszürke, idősebb korában finom repedések tarkítják. Ágai egyenletesen veszik körül a sudarat; fiatalon meredeken felfelé tartanak. Vesszőjét és lekerekített csúcsú, tojásdad, zöld rügyeit ezüstös pikkelyszőrök borítják: ez a dús, fehér szőrzet különösen a fiatal hajtásokon feltűnő, ekkor látszik legjobban a hajtás szimpodiális (azaz cikkcakkos vagy zegzugos) növekedése is.
Váltakozó, szórt állású levelei kerekdedek vagy széles tojásdadok, a levél válla szíves vagy ferde (aszimmetrikus), a csúcsa hegyes, a széle egyenletesen fűrészes. A levél színe fakó zöld; fonáka, amit egyenletesen borítanak a csillagszőrök, ezüstfehér vagy szürkészöld. Ez a szőrzet a környezettől és a levél fény-árnyék viszonyaitól függően igen változó lehet: egyes levelek fonáka szabad szemmel csupasznak látszik. A levél biztos határozóbélyege, hogy fonákán az érzugokban nincsenek szőrcsomók, hanem ugyanolyan csillagszőrök nőnek, mint az érközi részeken. Forró nyári napokon az ezüst hárs levelei többé-kevésbé függőleges helyzetbe állnak, vagy fonákukat fordítják a Nap felé, hogy csökkentsék a párologtatást. Őszi lombja aranysárga.
Virágai 6–9 (10) tagú bogernyőben állnak; a virágtengely félig összenőtt az ugyancsak csillagszőrös repítő fellevéllel. Csészelevelei halvány zöldes-fehérek, a tövükön nektármirigyek találhatók. Sziromlevelei vajsárgák, kanalasak, porzói nem nyúlnak túl a takaróleveleken, bibeszála viszont túlnyúlik a porzókon. Az őshonos hársfajok közül egyedül az ezüst hárs porzói között akadnak petaloid sztaminodiumok: az öt falkába tömörült porzók közül falkánként a legkülsőket. Ezeknek nincs portokja, alakjuk sziromhoz hasonlít (bár azoknál kisebbek).
Termése gömbölyű, szőrös makk.

## Életmódja
Az üde, félszáraz talajt kedveli.
Júliusban virágzik; a makkok szeptemberben érnek be.

## Felhasználása
Szárított virágzatát tea készítésére nem ajánlják, mert a leváló apró szőrök allergiát okozhatnak. Rendkívül ízletes méze azonban túltesz a kis- és nagylevelű hárs mézén, és fogyasztása semmilyen allergiás reakciót nem vált ki.
Szárazságtűrése, szép lombja és szabályos koronája miatt az ezüst hársat sokfelé ültetik díszfának. Ennek megfelelően számos kertészeti változata létezik – az egyik legszebb hazai fajtáját a szelestei kastélyparkban talált, igen szabályos, tojásdad, tömött koronájú, dúsan szőrös levélfonákú példányról szaporították el, és világszerte 'Szeleste' néven forgalmazzák.

## Kertészeti változatok
- Tilia tomentosa 'Bori'
- Tilia tomentosa 'Rhodopetala'
- Tilia tomentosa 'Szeleste'
- Tilia tomentosa 'Teri'
- Tilia tomentosa 'Sisi' – Barabits Elemér nemesítette[1]
- Tilia tomentosa 'Zentai Ezüst' – Schmidt Gábor szelektálta[2]